# الحزب الثوري الإيفواري
الحزب الثوري الإيفواري (بالفرنسية: Parti Revolutionnaire Ivorien)‏ كان جماعة معارضة سرية في كوت ديفوار. كانت الحركة موجودة حوالي عام 1959.